# Dżaramana
Dżaramana (arab. جرمانا) – miasto w Syrii, w muhafazie Damaszek, na wschodnich przedmieściach Damaszku, zamieszkane głównie przez chrześcijan, a także druzów. W 2004 roku miasto liczyło 114 363 mieszkańców.